# Предраг Коларевић
Предраг Коларевић (Крагујевац, 30. децембар 1962) српски је глумац и политиколог.

## Биографија
Предраг Коларевић рођен је у Крагујевцу, 30. децембра 1962. Са очеве стране порекло води из Мионице. Глуму је дипломирао на Академији уметности Универзитета у Новом Саду, у класи Бранка Плеше. Основао је путујуће позорише Ars Longa, а године 2013. године именован је на функцији директора Културног центра у Мионици. Конкурисао је на изборима за управника Народног позоришта у Београду 2015, а четири године касније и за исту позицију у Београдском драмском позоришту.

## Филмографија
| Год.       | Назив                     | Улога                    |
| ---------- | ------------------------- | ------------------------ |
| 1987.      | Вук Караџић               |                          |
| 1998.      | Купи ми Елиота            | агент обезбеђења         |
| 1998.      | Канал мимо                | мајстор 1                |
| 1998.      | Буре барута               |                          |
| 1999.      | Бело одело                |                          |
| 1998—2002. | Породично благо           | Јездин горила            |
| 2005.      | Кошаркаши                 | Михаиљ Шијачки           |
| 2008.      | Последња аудијенција      | председавајући скупштине |
| 2018.      | Ургентни центар           | доктор Страхињић         |
| 2020—2023. | Игра судбине              | директор полиције        |
| 2021.      | Александар од Југославије | француски официр         |